# Liste der Baudenkmäler in Bruck (Oberbayern)

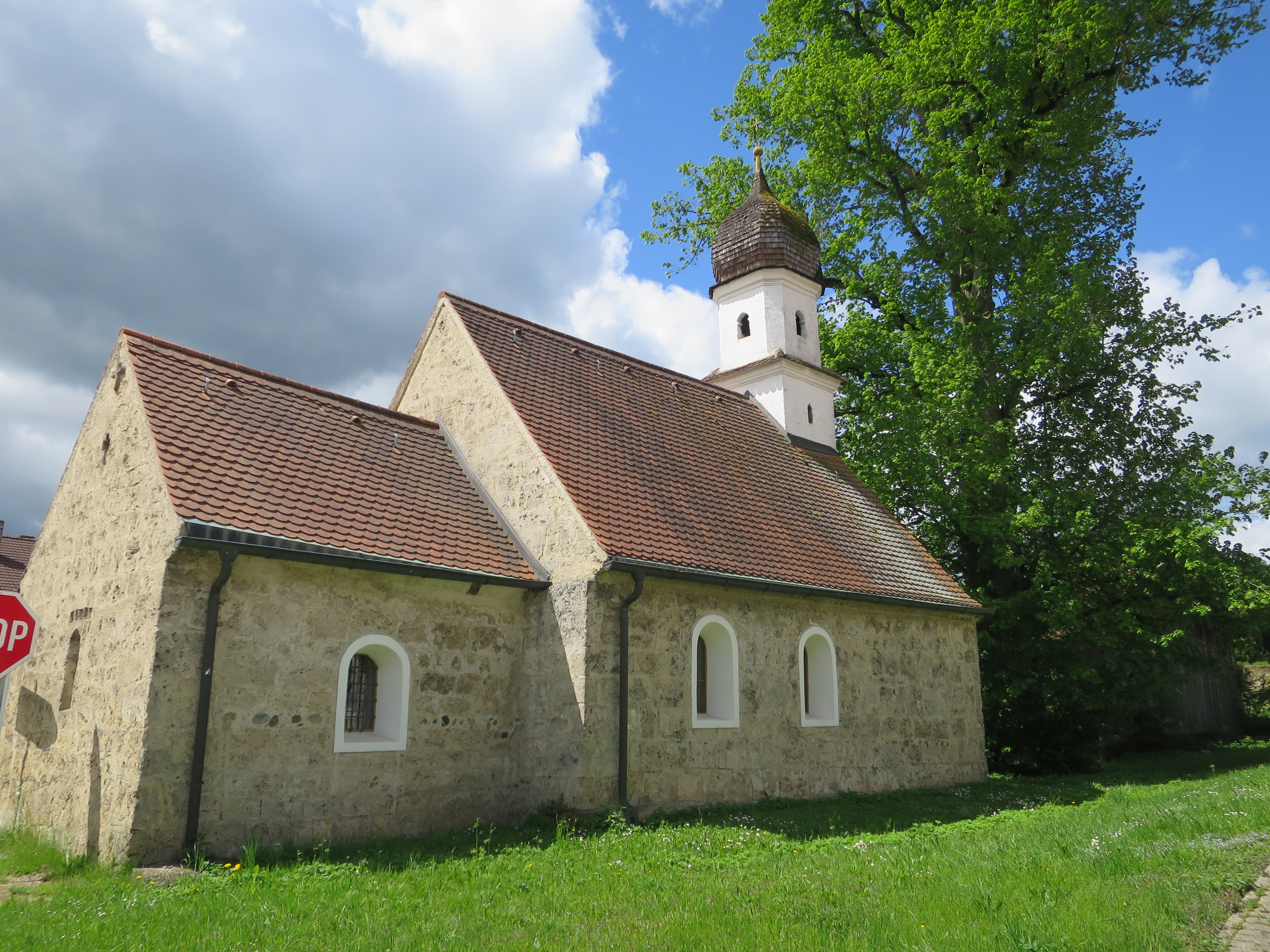
St. Georg in Taglaching

Auf dieser Seite sind die Baudenkmäler in der oberbayerischen Gemeinde Bruck zusammengestellt. Diese Tabelle ist eine Teilliste der Liste der Baudenkmäler in Bayern. Grundlage ist die Bayerische Denkmalliste, die auf Basis des Bayerischen Denkmalschutzgesetzes vom 1. Oktober 1973 erstmals erstellt wurde und seither durch das Bayerische Landesamt für Denkmalpflege geführt wird. Die folgenden Angaben ersetzen nicht die rechtsverbindliche Auskunft der Denkmalschutzbehörde.

## Baudenkmäler nach Ortsteilen

### Bruck
| Lage                | Objekt                                     | Beschreibung | Akten-Nr.             | Bild                   |
| ------------------- | ------------------------------------------ | --- | --------------------- | ---------------------- |
| Bruck 4 (Standort)  | Ehemalige Mühlenanlage                     | Wohnhaus ehemals mit Mahlmühle, zweigeschossiger verputzter Massivbau mit Krüppelwalmdach, im Kern 17. Jahrhundert, Veränderungen um 1800 Ehemalige Sägemühle, schmaler Satteldachbau mit zwei Geschossen und massivem Unterbau, 17. Jahrhundert Mühlkanal, 17. Jahrhundert | D-1-75-114-2 Wikidata | Ehemalige Mühlenanlage |
| Bruck 9 (Standort)  | Katholische Pfarrkirche St. Peter und Paul | Barocker Saalbau mit eingezogenem Polygonalchor, angefügter Sakristei und kräftigem Westturm mit Spindelhaube, Neubau 1734, Chor im Kern spätgotisch; mit Ausstattung | D-1-75-114-3 Wikidata | weitere Bilder         |
| Bruck 20 (Standort) | Ehemaliger Bauernhof                       | Zweigeschossige Einfirstanlage mit flachem Satteldach, giebelseitiger Laube und Bundwerk am Wirtschaftsteil, bezeichnet mit 1861 | D-1-75-114-4 Wikidata | weitere Bilder         |
| Bruck 22 (Standort) | Ehemaliger Bauernhof                       | Zweigeschossige Einfirstanlage mit Kniestock und flachem Satteldach, verputztem Wohnteil und Bundwerk am Wirtschaftsteil, bezeichnet mit 1847 | D-1-75-114-5 Wikidata | weitere Bilder         |

### Alxing
| Lage                       | Objekt                               | Beschreibung | Akten-Nr.              | Bild           |
| -------------------------- | ------------------------------------ | --- | ---------------------- | -------------- |
| Bergblick 1 (Standort)     | Ehemaliger Bauernhof                 | Zweigeschossige Einfirstanlage mit flachem Satteldach und traufseitiger Laube sowie Bundwerk, verputzter Massivbau, bezeichnet mit 1807, Ökonomie verändert letztes Viertel 19. Jahrhundert Backhaus, verputzter Backsteinbau mit steilem Satteldach, 1. Hälfte 19. Jahrhundert | D-1-75-114-8 Wikidata  | weitere Bilder |
| Dorfstraße 5 (Standort)    | Gasthof                              | Zweigeschossiger Einfirsthof mit Kniestock, flachem Satteldach und Bundwerk am Wirtschaftsteil, 1. Hälfte 19. Jahrhundert | D-1-75-114-10 Wikidata | weitere Bilder |
| Kirchweg 8 (Standort)      | Katholische Filialkirche St. Michael | Saalbau mit eingezogenem Polygonalchor, angefügter zweigeschossiger Sakristei und südlichem Flankenturm mit barockisierendem Spindelhelm, unverputzter Tuffstein, Neubau 1858, Chor und Turmunterbau spätgotisch; mit Ausstattung Friedhofsmauer aus Tuffstein, 18. Jahrhundert | D-1-75-114-7 Wikidata  | weitere Bilder |
| Lindenstraße 15 (Standort) | Ehemaliger Bauernhof                 | zweigeschossige Einfirstanlage mit flachem Satteldach, traufseitiger Laubue und Bundwerk am Wirtschaftsteil, Mitte 19. Jahrhundert | D-1-75-114-11 Wikidata | weitere Bilder |

### Bauhof
| Lage             | Objekt    | Beschreibung                                                                                  | Akten-Nr.              | Bild |
| ---------------- | --------- | --------------------------------------------------------------------------------------------- | ---------------------- | ---- |
| An der Straße () | Bildstock | 1. Hälfte 17. Jahrhundert nicht nachqualifiziert, im Bayerischen Denkmal-Atlas nicht kartiert | D-1-75-114-12 Wikidata |      |

### Eichtling
| Lage                   | Objekt                 | Beschreibung                                                                                            | Akten-Nr.              | Bild                   |
| ---------------------- | ---------------------- | --- | ---------------------- | ---------------------- |
| Eichtling 1 (Standort) | Ehemaliger Einfirsthof | Zweigeschossiger Flachsatteldachbau mit verputztem Wohnteil und Bundwerk am Wirtschaftsteil, um 1840/50 | D-1-75-114-13 Wikidata | Ehemaliger Einfirsthof |

### Feichten
| Lage                  | Objekt     | Beschreibung                                                                                   | Akten-Nr.              | Bild       |
| --------------------- | ---------- | ---------------------------------------------------------------------------------------------- | ---------------------- | ---------- |
| Feichten 1 (Standort) | Hofkapelle | Schlichter verputzter Einraum mit polygonalem Schluss und Dachreiter, um 1800; mit Ausstattung | D-1-75-114-16 Wikidata | Hofkapelle |

### Hamberg
| Lage                                   | Objekt               | Beschreibung | Akten-Nr.              | Bild           |
| -------------------------------------- | -------------------- | --- | ---------------------- | -------------- |
| Hamberg 1 (Standort)                   | Ehemaliger Bauernhof | Zweigeschossige Einfirstanlage mit flachem Satteldach, Wohnteil mit Putzgliederung und Bundwerk am Wirtschaftsteil, Mitte 19. Jahrhundert | D-1-75-114-17 Wikidata | weitere Bilder |
| Bislach, östlich der Straße (Standort) | Kapellenbildstock    | Kleiner Holzbau verbrettert mit steilem Satteldach und vergitterter Nische, um 1800                                                       | D-1-75-114-31          | weitere Bilder |

### Nebelberg
| Lage                      | Objekt               | Beschreibung | Akten-Nr.              | Bild                 |
| ------------------------- | -------------------- | --- | ---------------------- | -------------------- |
| Nebelberg 3 (Standort)    | Ehemaliger Bauernhof | Zweigeschossige Einfirstanlage mit Kniestock und flachem Satteldach, Wohnteil mit Blockbau-Obergeschoss 18. Jahrhundert, Kniestock und Dach Ende 19. Jahrhundert | D-1-75-114-18 Wikidata | Ehemaliger Bauernhof |
| Nähe Nebelberg (Standort) | Bildstock            | Tuffpfeiler mit Laterne, bezeichnet mit 1739 | D-1-75-114-6           | weitere Bilder       |

### Pullenhofen
| Lage                      | Objekt                                | Beschreibung | Akten-Nr.              | Bild           |
| ------------------------- | ------------------------------------- | --- | ---------------------- | -------------- |
| Alxinger Feld (Standort)  | Bildstock                             | Tuffsteinpfeiler mit bekrönter Laterne, 16./17. Jahrhundert | D-1-75-114-21 Wikidata | Bildstock      |
| Pullenhofen 10 (Standort) | Hofkapelle                            | Neugotischer unverputzter Tuffsteinbau mit polygonalem Schluss, Ende 19. Jahrhundert                                                                                                 | D-1-75-114-20 Wikidata | Hofkapelle     |
| Pullenhofen 15 (Standort) | Katholische Filialkirche St. Kastulus | Kleiner verputzter Tuffquaderbau mit eingezogenem quadratischem Chor, im Kern spätromanisch um 1250, Barockisierung und Dachreiter mit Zwiebelhaube 18. Jahrhundert; mit Ausstattung | D-1-75-114-19 Wikidata | weitere Bilder |

### Taglaching
| Lage                           | Objekt                             | Beschreibung | Akten-Nr.              | Bild                 |
| ------------------------------ | ---------------------------------- | --- | ---------------------- | -------------------- |
| Leitenbergstraße 13 (Standort) | Ehemaliger Bauernhof               | Zweigeschossige Einfirstanlage mit flachem Satteldach, verputztem Wohnteil und Bundwerk am Wirtschaftsteil, 2. Viertel 19. Jahrhundert                                                                                          | D-1-75-114-23 Wikidata | Ehemaliger Bauernhof |
| Oberdorf 1 (Standort)          | Katholische Filialkirche St. Georg | Kleiner romanischer Saalbau aus Tuffquadern, mit Blendarkaden und eingezogenem quadratischem Chor, 1. Hälfte 13. Jahrhundert, barocker Dachreiter mit Zwiebelhaube 18. Jahrhundert; mit Ausstattung (Zur Geschichte der Kirche) | D-1-75-114-22 Wikidata | weitere Bilder       |
| Oberdorf 11 (Standort)         | Ehemaliger Bauernhof               | Zweigeschossige Einfirstanlage mit Flachsatteldach über Flugpfetten, Traufbalkon und Bundwerk am hakenförmigen Wirtschaftsteil, um 1850                                                                                         | D-1-75-114-30 Wikidata | Ehemaliger Bauernhof |
| Unterdorf 6 (Standort)         | Wohnteil des Einfirsthofes         | Zweigeschossiger Putzbau mit flachem Satteldach und profilierten Balkenköpfen, 1. Drittel 19. Jahrhundert, Giebelbalkone und Haustür 1870/80                                                                                    | D-1-75-114-24 Wikidata | weitere Bilder       |

### Wildenholzen
| Lage                       | Objekt                                                               | Beschreibung | Akten-Nr.              | Bild           |
| -------------------------- | -------------------------------------------------------------------- | --- | ---------------------- | -------------- |
| Schloßstraße 2 (Standort)  | Ehemaliges Schmiede- und Wohnhaus                                    | Zweigeschossiger Putzbau mit steilem Satteldach, Vordach und eiserner Außentreppe, Mitte 19. Jahrhundert | D-1-75-114-26 Wikidata | weitere Bilder |
| Schloßstraße 4 (Standort)  | Ehemaliger Bauernhof                                                 | Zweigeschossige Einfirstanlage mit flachem Satteldach und Segmentbogenfenstern, verputzter Massivbau, Mitte 19. Jahrhundert | D-1-75-114-27 Wikidata | weitere Bilder |
| Schloßstraße 6 (Standort)  | Ehemaliger Bauernhof und Fischerhaus                                 | Zweigeschossiger Einfirsthof mit flachem Satteldach und Blockbau-Obergeschoss, First bezeichnet mit 1825, mit umlaufender Laube, Hochlaube und Giebelbundwerk, geschnitzte Haustür bezeichnet mit 1830 Stadel, Holzständerbau mit Flachsatteldach und zum Teil mit Bundwerk, auf gemauertem Unterteil, 1. Hälfte 19. Jahrhundert | D-1-75-114-28 Wikidata | weitere Bilder |
| Schloßstraße 12 (Standort) | Ehemalige Schlosskapelle, jetzt Katholische Filialkirche St. Andreas | Schlichter verputzter Saalbau mit eckigem Chorschluss, im Kern 1443, barocker Ausbau und Kuppelturm mit Zwiebelhaube 1760; mit Ausstattung | D-1-75-114-25 Wikidata | weitere Bilder |
| Schloßstraße 16 (Standort) | Denkmal (sogenanntes Pienzenauer-Monument)                           | Offene kapellenartige Anlage mit Wandbrunnen und Inschrifttafel zur Erinnerung an die 1816 abgebrochene Burg Pienzenau, um 1900 | D-1-75-114-29 Wikidata | weitere Bilder |

## Ehemalige Baudenkmäler
In diesem Abschnitt sind Objekte aufgeführt, die früher einmal in der Denkmalliste eingetragen waren, jetzt aber nicht mehr. Objekte, die in anderem Zusammenhang – also z. B. als Teil eines Baudenkmals – weiter eingetragen sind, sollen hier nicht aufgeführt werden. Aktennummern in diesem Abschnitt sind ehemalige, jetzt nicht mehr gültige Aktennummern.

| Lage                             | Objekt                     | Beschreibung                                                                                      | Akten-Nr.              | Bild |
| -------------------------------- | -------------------------- | ------------------------------------------------------------------------------------------------- | ---------------------- | ---- |
| Alxing Bergblick 3 (Standort)    | Bundwerkteile              | Zweites Viertel 19. Jahrhundert                                                                   | D-1-75-114-9 Wikidata  | BW   |
| Einharding Haus Nr. 6 (Standort) | Bundwerkteile              | 18./Anfang 19. Jahrhundert                                                                        | D-1-75-114-14 Wikidata | BW   |
| Einharding Haus Nr. 8 (Standort) | Wohnteil eines Bauernhofes | mit Blockbau-Obergeschoss und Traufbalkon, Mitte 18. Jahrhundert, Dachaufbau Ende 19. Jahrhundert | D-1-75-114-15 Wikidata | BW   |